# Motilitet
Motilitet anger en organisms rörlighet. Exempelvis bakterier och spermier kan ha mer eller mindre grad av motilitet.
Inom medicinen kan motilitet också beteckna icke-viljestyrda muskelrörelser som, exempelvis peristaltiken i mag- och tarmkanalen.